# Піной
Піной (англ. Pinoy (/ pɪnɔɪ /)) є неформальним катойконімом, що стосується філіппінських людей на Філіппінах та їхньої культури, а також філіппінців за кордоном у філіппінській діаспорі. Піной з домішками іноземної крові називається Тісой (Tisoy), тобто скорочене слово від слова "Метис".
Певна кількість філіппінців називають себе словом Піной (Pinoy), а іноді і жіночим родом - Пінай (Pinay), а не власне філіппінцями. Філіпіно (Filipino) є вживаним словом для назви людей на Філіппінах. Слово Піной сформоване шляхом взяття останніх чотирьох літер слова Філіпіно та додаванням зменшувального  суффіксу -й (англ. -y) в тагальській мові. Слово Піной використовувалося для самоідентифікації першою хвилею філіппінців, що їхали до Сполучених Штатів Америки ще до Другої світової війни, і вживалося як у зневажливому сенсі, так і у позитивному, подібно до слова Чикано (Chicano) - прізвиська мексиканців у США.  Незважаючи на те, що Піной та Пінай вважаються принизливими для деяких молодих філіппінців-американців, ці терміни широко використовувались і останнім часом отримали основне використання, особливо серед членів філіппінських мас та філіппінсько-американського сектора.
Термін Піной був створений для того, щоб відрізнити тих філіппінців, хто іммігрував до США, але в даний час він став терміном сленгу, який використовується для позначення всіх людей філіппінського походження. "Пінойська музика" ("Pinoy music") вплинула на соціально-політичний клімат 1970-х років Філіппін і була використана як філіппінським президентом Фердинандом Маркосом, так і "Жовтою революцією", яка повалила його режим.
Останні тенденції використання терміна Піной, як правило, зосереджені у сфері розваг (наприклад шоу Pinoy Big Brother) та музиці (музичне шоу Pinoy Idol), що грають значну роль у розвитку національної та культурної ідентичності. Станом на 2016 рік цей термін також широко використовувався урядом Філіппін з очевидною відсутністю зневажливого значення. Він значно більш позитивний, ніж інший сленговий термін назви філіппінців - "фліп" (flip).